# Drehimpuls
Der Drehimpuls oder Drall, veraltet: Impulsmoment, ist eine grundlegende physikalische Größe, die den rotatorischen Bewegungszustand eines physikalischen Objekts um einen Bezugspunkt herum beschreibt. Damit steht der Drehimpuls für das, was in der Umgangssprache unter „Drall“ oder „Schwung“ verstanden wird. Sein Formelzeichen ist {\displaystyle {\vec {L}}}. In der Technischen Mechanik wird er bei Bezugspunkt {\displaystyle A} meist mit {\displaystyle {\vec {L}}^{(A)}} bezeichnet. Die Einheit im SI-Einheitensystem ist kg·m2·s−1 = N·m·s.

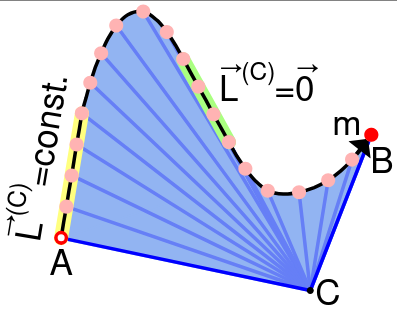
Die vom Fahrstrahl des Teilchens m auf seinem Weg von A nach B pro Zeiteinheit überstrichene Fläche (blaue Dreiecke) ist proportional zu seinem Drehimpuls um C.

Der Drehimpuls hat mit dem Flächensatz eine anschauliche Interpretation: Er ist das Produkt aus der Masse des (punktförmig gedachten) Teilchens und der vektoriellen Flächengeschwindigkeit seines Fahrstrahls um den Bezugspunkt, multipliziert mit zwei (siehe nebenstehende Abbildung). Die radiale Geschwindigkeitskomponente – in Richtung zum Bezugspunkt oder von ihm weg – trägt nicht zum Drehimpuls bei, siehe auch #Ebene Bahn, Flächensatz.
Der Drehimpuls ist eine additive vektorielle Größe, wobei zu beachten ist, dass physikalisch sinnvoll nur Drehimpulse bezüglich desselben Bezugspunkts addiert werden können. Der Gesamtdrehimpuls eines Objekts mit mehreren Bestandteilen ist die Vektorsumme der Drehimpulse seiner Teile. Sein Betrag ist das Produkt aus Masse, Abstand vom Bezugspunkt und zirkularer Geschwindigkeit um diesen herum, aufsummiert über alle Teilchen des Körpers. Die Richtung des Drehimpulsvektors ist die gemittelte spezifische vektorielle Flächengeschwindigkeit seiner Teilchen um den Bezugspunkt. Der Drehimpuls ist daher meist nicht parallel zur Winkelgeschwindigkeit des Körpers. Er lässt sich in zwei Komponenten zerlegen: den Bahndrehimpuls und den Eigendrehimpuls, siehe #Bahn- und Eigendrehimpuls.:265 Anders als der Impuls ist der Drehimpuls ein Pseudovektor, das heißt, er ändert seine Richtung bei einer Raumspiegelung nicht, kehrt sich jedoch bei bloßer Umkehrung der Bewegungsrichtung ebenfalls um, siehe #Verschiebung, Drehung, Spiegelung.
Für jeden fest gewählten Bezugspunkt gilt die #Drehimpulserhaltung, das heißt: Ein Objekt, auf das von außen keine Drehmomente um den Bezugspunkt {\displaystyle A} wirken, behält seinen Gesamtdrehimpuls um {\displaystyle A} nach Betrag und Richtung bei, siehe #Drallsatz. Die Drehimpulserhaltung gilt auch für den Bahn- und Eigendrehimpuls.:102 Üben zwei ungebundene Objekte wechselseitige Momente aufeinander aus, z. B. bei einem exzentrischen Stoßvorgang, ändern sich ihre beiden Drehimpulse in entgegengesetzter Weise so, dass ihre Summe erhalten bleibt und das bezüglich jeden Bezugspunkts.

## Definition
Für einen Massenpunkt, der sich am Ort {\displaystyle {\vec {r}}} mit dem Impuls {\displaystyle {\vec {p}}=m{\vec {v}}} bewegt, wird der Drehimpuls um den Punkt {\displaystyle {\vec {c}}} durch das Kreuzprodukt
{\displaystyle {\vec {L}}_{c}=({\vec {r}}-{\vec {c}})\times {\vec {p}}}
definiert.:60 Üblicherweise wählt man das Koordinatensystem so, dass der Bezugspunkt am Koordinatenursprung liegt: {\displaystyle {\vec {c}}={\vec {0}}}. Dann schreibt man vereinfacht:
{\displaystyle {\vec {L}}={\vec {L}}_{0}={\vec {r}}\times {\vec {p}}}
Den Gesamtdrehimpuls eines Systems aus mehreren Massenpunkten erhält man, indem man die Drehimpulse aller seiner Teilchen zu diesem Bezugspunkt bildet und addiert:
{\displaystyle {\vec {L}}_{\mathrm {ges} }=\sum _{i}{\vec {L}}_{i}=\sum _{i}m_{i}{\vec {r}}_{i}\times {\vec {v}}_{i}}
Hier müssen die Einzelmassen so klein sein, dass die Summe ihrer Eigendrehimpulse gegenüber dem Gesamtdrehimpuls vernachlässigbar ist. Genauer ist jedenfalls das Volumenintegral
{\displaystyle {\vec {L}}_{\mathrm {ges} }=\int _{V}\rho ({\vec {r}}){\vec {r}}\times {\vec {v}}({\vec {r}})\,\mathrm {d} V}

## Eigenschaften

### Einflussgrößen

Mit der Rechte-Hand-Regel kann die Richtung des Drehimpulsvektors als Daumenrichtung bestimmt werden.

Zur Veranschaulichung geeignet ist der Fall, dass der Massenpunkt eine ebene Kreisbewegung um den Ursprung ausführt. Dann liegt der Drehimpulsvektor senkrecht zur Kreisebene, also in Richtung der Achse der Kreisbewegung, und hat den Betrag
{\displaystyle L=mrv=mr^{2}\omega }.
Der Drehimpuls wächst mit
- höherer Winkelgeschwindigkeit {\displaystyle \omega } proportional,
- größerer Masse {\displaystyle m} ebenfalls proportional,
- größerem Abstand {\displaystyle r} dieser Masse zur Drehachse jedoch in quadratischem Verhältnis.

Die Reihenfolge der Faktoren in {\displaystyle {\vec {r}}\times {\vec {p}}} ist eine Konvention. Somit zeigt der Drehimpulsvektor in die Richtung, in der sich bei gleichem Drehsinn eine Rechtsschraube voranbewegen würde. Es gilt die Korkenzieherregel oder Rechte-Faust-Regel: Wenn die gekrümmten Finger der rechten Hand die Richtung der Drehbewegung angeben, so zeigt der Daumen in Richtung des Drehimpulses (siehe Bild).

### Verschiebung, Drehung, Spiegelung

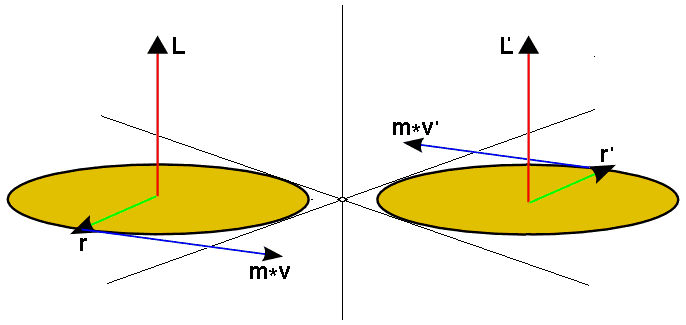
Während Ortsvektor und Impuls bei einer Punktspiegelung um den Koordinatenursprung ihre Richtung umkehren, bleibt die des Drehimpulses bezüglich der Scheibenmitte unverändert.

Betrag und Richtung des Drehimpulses einer Punktmasse hängen davon ab, welchen Punkt man als Bezugspunkt wählt. Bei Verschiebung des Bezugspunkts um {\displaystyle {\vec {a}}} ändert sich der Vektor jedes Ortes in {\displaystyle {\vec {x}}^{\,\prime }={\vec {x}}+{\vec {a}}} und der Drehimpuls in
{\displaystyle {\vec {L}}^{\prime }={\vec {L}}+{\vec {a}}\times {\vec {p}}.}
Das Kreuzprodukt zweier Vektoren steht stets senkrecht auf der von ihnen aufgespannten Ebene, eine Drehung des betrachteten Systems aber dreht sowohl die Ortsvektoren als auch die Bahngeschwindigkeiten um denselben Betrag, wodurch auch der Drehimpuls in gleicher Weise mitgedreht wird.
Bei einer Punktspiegelung am Bezugspunkt geht der Ort in den gegenüber liegenden Ort über. Auch das Vorzeichen der Geschwindigkeit in Bezug auf diesen Punkt kehrt sich um. Bei der Bildung des Kreuzprodukts kompensieren sich diese beiden Vorzeichenwechsel, sodass sich bei einer Punktspiegelung der Drehimpuls nicht ändert. Damit unterscheidet er sich vom Verhalten der Geschwindigkeit oder des Ortsvektors: Der Drehimpuls gehört zur Klasse der Pseudovektoren.

### Bahn- und Eigendrehimpuls
Der Satz, dass das Drehmoment gleich der zeitlichen Änderung des Drehimpulses ist, ist in zwei allgemeinen Fällen gültig::265
1. bei einem festen Bezugspunkt im Inertialsystem, und
2. beim sich beliebig bewegenden Massenmittelpunkt, selbst wenn das Objekt beschleunigt wird.

Daher macht es Sinn, den Drehimpuls entsprechend zu zerlegen:
Bahndrehimpuls
Er ist der Anteil des Drehimpulses, der aus der zirkularen Bewegung des Massenmittelpunkts um den Bezugspunkt entsteht. Beispielsweise dominiert bei einem Satellit, der die Erde umkreist, oder einem Asteroid, der an der Erde vorbeifliegt, der Bahndrehimpuls bezüglich des Erdmittelpunkts.
Eigendrehimpuls
Er ist der Anteil des Drehimpulses, der aus der Rotation des Körpers um seinen Massenmittelpunkt entsteht. Er ist beachtlich bei Kreiselbewegungen wie bei der Pirouette eines Menschen.
Formal schreibt sich beim starren Körper der Drehimpuls um den Ursprung als:
{\displaystyle {\vec {L}}=M{\vec {s}}\times {\dot {\vec {s}}}+\mathbf {\Theta } _{s}\cdot {\vec {\omega }}}
Darin ist
| {\displaystyle M}                                            | die Gesamtmasse,                                 |
| {\displaystyle {\vec {s}},{\dot {\vec {s}}}}                 | der Massenmittelpunkt und seine Geschwindigkeit, |
| {\displaystyle \mathbf {\Theta } _{s}}                       | der Trägheitstensor um den Massenmittelpunkt,    |
| {\displaystyle {\vec {\omega }}}                             | die Winkelgeschwindigkeit,                       |
| {\displaystyle M{\vec {s}}\times {\dot {\vec {s}}}}          | der Bahndrehimpuls,                              |
| {\displaystyle \mathbf {\Theta } _{s}\cdot {\vec {\omega }}} | der Eigendrehimpuls,                             |

siehe Der Drehimpuls eines starren Körpers.
Die Aufteilung in Bahn- und Eigendrehimpuls gestattet auch die Kinetische Energie des Körpers in die translatorische Energie des Massenmittelpunkts und seine Rotationsenergie um diesen herum aufzuteilen.
Im Allgemeinen zeigen Winkelgeschwindigkeit und Eigendrehimpuls nicht in die gleiche Richtung – ein rotierender Körper „eiert“, wenn er sich frei bewegen kann, oder zeigt Unwucht, wenn die Richtung der Achse festgehalten wird. Der Dschanibekow-Effekt zeigt eine erstaunliche Konsequenz davon, und genauere Analysen sind unter Euler-Kreisel und Poinsotsche Konstruktion zu finden. Letztere benutzt das Energieellipsoid, an dem gezeigt werden kann, dass Drehimpuls und Winkelgeschwindigkeit immer einen spitzen Winkel einschließen. 
Nur bei Rotation um eine der Hauptträgheitsachsen des Körpers sind Winkelgeschwindigkeit und Eigendrehimpuls parallel, sodass die Erhaltung des Drehimpulses auch gleichbleibende Richtung der Drehachse und damit die Konstanz des Trägheitsmoments bewirkt.
Die Hauptträgheitsachsen sind die Eigenvektoren des Trägheitstensors, der symmetrisch ist. Deshalb sind die Hauptträgheitsachsen paarweise orthogonal. Mit dem Trägheitstensor kann
- der Drehimpuls und seine Änderung,
- die Rotationsenergie und
- das Trägheitsmoment zu jeder beliebigen Drehachse

berechnet werden.
Beim sich bewegenden Körper gilt:
- Sowohl Bahn- als auch Eigendrehimpuls sind Erhaltungsgrößen.[4]:102
- Der Eigendrehimpuls ist gegen Verschiebungen wie auch translatorische Bewegungen invariant.[4]:102
- Der Austausch von Impuls und Schwerpunktsdrehimpuls eines Systems sind nicht unabhängig voneinander.[4]:103
- Bei der geradlinig gleichförmigen Bewegung ist der Drehimpuls konstant.[6]

## Bestimmende physikalische Gesetze

### Drallsatz

Zusammenhang von Kraft ', Drehmoment ', Impuls ' und Drehimpuls ' bei der Drehschwingung eines Massenpunktes

Die Dynamik eines Körpers lässt sich mit dem Drehimpuls ähnlich der Dynamik des Massenpunkts formulieren:
Trägheitsprinzip
Der kräftefreie Körper bewegt sich so, dass sein Drehimpuls nach Betrag und Richtung konstant bleibt (so wie sich ein kräftefreier Massenpunkt gleichförmig bewegt).
Drallsatz (Aktionsprinzip)
Unter dem Einfluss von Drehmomenten bewegt sich der Körper derart, dass die Änderungsgeschwindigkeit des Drehimpulsvektors nach Richtung und Betrag gleich dem angreifenden Moment ist (so wie die Beschleunigung des Massenpunkts in Richtung einer angreifenden Kraft erfolgt).
Anders als Impuls und Geschwindigkeit müssen Drehimpuls und Drehgeschwindigkeit keineswegs parallel sein; vielmehr schließen sie meist einen Winkel ein, der jedoch immer ein spitzer ist, siehe Poinsotsche Konstruktion der Richtung des Drehimpulses.
Der Drallsatz oder Eulersche Drehimpulssatz drückt sich formal als
{\displaystyle {\frac {\mathrm {d} {\vec {L}}^{(A)}}{\mathrm {d} t}}={\vec {M}}^{(A)}}
aus. Um den Drehimpuls {\displaystyle {\vec {L}}^{(A)}} eines Körpers um den Punkt {\displaystyle A} zu ändern, muss ein äußeres Drehmoment {\displaystyle {\vec {M}}^{(A)}} an ihm angreifen. Im wichtigen Spezialfall der momentenfreien Bewegung zeigt sich, dass der Drehimpuls erhalten bleibt.

### Drehimpulserhaltung
Die Drehimpulserhaltung bedeutet, dass der Drehimpuls eine Erhaltungsgröße ist. Das Video untermauert die Drehimpulserhaltung, die sich im Alltag auch bei Spielkreiseln, beim Diskuswurf und beim Pirouetteneffekt zeigt. Sie bedeutet insbesondere, dass die inneren Kräfte eines Körpers momentenfrei sind, was das Boltzmann-Axiom ausdrückt.
Genauer bleibt der Gesamt-Drehimpuls in einem isolierten physikalischen System nach Betrag und Richtung unverändert, gleichgültig, welche inneren Kräfte und Wechselwirkungen zwischen den Bestandteilen des Systems bestehen. Nahezu perfekt isolierte Systeme sind z. B. die Atomkerne, die Moleküle in verdünnten Gasen und astronomische Objekte im Weltall. Das zweite Keplersche Gesetz, nach dem ein Planet sich auf seiner exzentrischen Umlaufbahn umso schneller bewegt, je näher er der Sonne ist, ist Ausdruck der Drehimpulserhaltung.
Die Drehimpulserhaltung gilt auch in Anwesenheit äußerer Kräfte, wenn diese Kräfte insgesamt kein Drehmoment auf das System ausüben. In einem homogenen Schwerefeld gilt das z. B. für den Drehimpuls jedes Körpers um seinen eigenen Schwerpunkt. Sind die äußeren Kräfte auf verschiedene Teile eines Systems parallel zueinander, so bleibt jedenfalls die zu den Kräften parallele Komponente des Drehimpulses erhalten.
Leonhard Euler führte 1775 den Drallsatz als ein fundamentales von den Newton’schen Gesetzen unabhängiges Prinzip in der Mechanik ein. Er besagt, dass ein Drehmoment auf das System einwirken muss, um den Drehimpuls zu ändern.
Die Drehimpulserhaltung gilt für beliebige physikalische Systeme (z. B. auch elektromagnetische Felder) und kann mithilfe des Noether-Theorems daraus hergeleitet werden, dass die physikalischen Gesetze nicht von der Orientierung des betrachteten Systems im Raum abhängen.

## Spezialfälle

### Ebene Bahn, Flächensatz
Behält der Drehimpuls einer Punktmasse (beispielsweise die Erde, die die Sonne umläuft) jederzeit den anfänglichen Wert, dann verläuft die Bahn der Punktmasse in einer Ebene.
Denn das Kreuzprodukt steht senkrecht auf seinen Faktoren und zu allen Zeiten {\displaystyle t} gilt für den Drehimpuls bezüglich des Koordinatenursprungs
{\displaystyle {\vec {x}}(t)\cdot {\vec {L}}(t)={\vec {x}}(t)\cdot {\bigl (}{\vec {x}}(t)\times m{\vec {v}}(t){\bigr )}=0,}
wenn {\displaystyle m} die Masse und {\displaystyle {\vec {v}}} die Bahngeschwindigkeit der Punktmasse sind. Wenn nun der Drehimpuls zeitunabhängig ist, {\displaystyle {\vec {L}}(t)={\vec {L}}(0),} dann erfüllt jeder Bahnpunkt die Ebenengleichung
{\displaystyle {\vec {x}}(t)\cdot {\vec {L}}(0)=0.}
Es handelt sich also um eine Bewegung in der Ebene durch den Massenmittelpunkt des Systems senkrecht zum Drehimpuls.
Dann gilt das zweite Keplersche Gesetz (auch Flächensatz genannt): Der Fahrstrahl zum Planeten überstreicht in gleichen Zeiten gleich große Flächen, d. h., seine Flächengeschwindigkeit ist konstant.
Denn in einer kurzen Zeit {\displaystyle \mathrm {d} t} ändert sich der Fahrstrahl {\displaystyle {\vec {x}}} um {\displaystyle {\vec {v}}\mathrm {d} t} und überstreicht dabei die Fläche des Dreiecks mit diesen beiden Seiten. Das Dreieck ist halb so groß wie das von beiden Vektoren aufgespannte Parallelogramm, dessen Inhalt durch den Betrag des Kreuzprodukts gegeben ist. In der Zeit {\displaystyle \mathrm {d} t} überstreicht der Fahrstrahl folglich die Fläche
{\displaystyle \mathrm {d} F={\frac {1}{2}}\left|{\vec {x}}(t)\times {\vec {v}}(t)\,\right|\,\mathrm {d} t={\frac {1}{2\,m}}{\bigl |}{\vec {L}}{\bigr |}\mathrm {d} t.}
Wenn der Drehimpuls sich nicht mit der Zeit ändert, ist folglich die Flächengeschwindigkeit konstant. Dieser Sachverhalt lässt sich auch auf Situationen verallgemeinern, in denen sich der Drehimpuls ändert, siehe Drallsatz#Flächensatz.
Der Flächensatz gilt auch in relativistischer Physik, wenn zudem die Energie {\displaystyle E} erhalten ist. Denn in relativistischer Physik gilt
{\displaystyle {\frac {\mathrm {d} {\vec {x}}}{\mathrm {d} t}}={\frac {\vec {p}}{E}}\,c^{2}}
und
{\displaystyle \mathrm {d} F={\frac {c^{2}}{2\,E}}{\bigl |}{\vec {L}}{\bigr |}\mathrm {d} t.}
Für ebene Bahnen gibt es einen Zusammenhang zwischen Drehimpuls {\displaystyle {\vec {L}}} und Winkelgeschwindigkeit {\displaystyle {\vec {\omega }}}, der für den Runge-Lenz-Vektor relevant ist:
{\displaystyle {\vec {L}}=mr^{2}{\vec {\omega }}}
Zum Beweis zerlegt man die Geschwindigkeit in eine radiale und eine azimutale Komponente (siehe Polarkoordinaten/Geschwindigkeit), {\displaystyle {\dot {\vec {r}}}={\dot {r}}{\vec {e}}_{r}+r{\dot {\varphi }}{\vec {e}}_{\varphi }}. Im Kreuzprodukt mit {\displaystyle {\vec {r}}=r{\vec {e}}_{r}} fällt die Radialgeschwindigkeit weg, und man erhält:
{\displaystyle {\vec {L}}={\vec {r}}\times m{\dot {\vec {r}}}=mr^{2}{\dot {\varphi }}\,{\vec {e}}_{r}\times {\vec {e}}_{\varphi }=mr^{2}{\dot {\varphi }}{\vec {e}}_{z}=mr^{2}{\vec {\omega }}}

### Der Drehimpuls eines starren Körpers
Der Drehimpuls eines Körpers ist die Summe der Drehimpulse seiner Komponenten:
{\displaystyle {\vec {L}}=\sum _{i}m_{i}\,{\vec {x}}_{i}\times {\dot {\vec {x}}}_{i}}
Bei dieser Summe über die Bahndrehimpulse von Teilmassen müssen diese so klein gewählt werden, dass die Summe ihrer Eigendrehimpulse gegenüber dem Gesamtdrehimpuls vernachlässigbar ist. Genauer ist jedenfalls die Berechnung mit einem Volumenintegral:
{\displaystyle {\vec {L}}=\int \rho ({\vec {x}})\,{\vec {x}}\times {{\vec {v}}({\vec {x}})}\,\mathrm {d} ^{3}x}
Darin sind
- {\displaystyle m_{1\ldots N}} die Massen der Massepunkte des Körpers mit diskreter Masseverteilung,
- {\displaystyle \rho ({\vec {x}})} die Massendichte der kontinuierlichen Masseverteilung,
- {\displaystyle {\vec {x}}_{1\ldots N}} und {\displaystyle {\dot {\vec {x}}}_{1\ldots N}} die Orte und Geschwindigkeiten der Massepunkte des Körpers mit diskreter Masseverteilung uns
- {\displaystyle {\vec {v}}({\vec {x}})} das Geschwindigkeitsfeld, das angibt, mit welcher Geschwindigkeit sich die Masse am Ort {\displaystyle {\vec {x}}} bewegt.

Mit Hilfe des Massenmittelpunkts eines Körpers und dessen Ortskoordinate {\displaystyle {\vec {s}}} sowie seiner Geschwindigkeit {\displaystyle {\dot {\vec {s}}}} können darauf bezogene Ortskoordinaten {\displaystyle {\vec {\chi }}:={\vec {x}}-{\vec {s}}} und die Winkelgeschwindigkeiten der Massepunkte {\displaystyle {\vec {\omega }}_{i}} definiert werden. Dann lassen sich die Geschwindigkeiten ausdrücken als:
{\displaystyle {\begin{aligned}{\dot {\vec {x}}}_{i}&={\dot {\vec {s}}}+{\vec {\omega }}_{i}\times {\vec {\chi }}_{i}\\{{\vec {v}}({\vec {x}}})&={\dot {\vec {s}}}+{\vec {\omega }}_{i}\times {\vec {\chi }}.\end{aligned}}}
Bei einem starren Körper sind zudem alle Winkelgeschwindigkeiten gleich groß {\displaystyle (\forall i\colon {\vec {\omega }}_{i}\equiv {\vec {\omega }})}, siehe Winkelgeschwindigkeit#Eindeutigkeit. Damit ergibt sich der Drehimpuls um den Ursprung zu:
{\displaystyle {\begin{aligned}{\vec {L}}&=\sum _{i}m_{i}\,{\vec {x}}_{i}\times \left({\dot {\vec {s}}}+{\vec {\omega }}\times {\vec {\chi }}_{i}\right)\\&=M{\vec {s}}\times {\dot {\vec {s}}}+\sum _{i}m_{i}\,{\vec {\chi }}_{i}\times \left({\vec {\omega }}\times {\vec {\chi }}_{i}\right)\end{aligned}}}
bzw.
{\displaystyle {\begin{aligned}{\vec {L}}&=\int \rho ({\vec {x}})\,{\vec {x}}\times \left({\dot {\vec {s}}}+{\vec {\omega }}\times {\vec {\chi }}\right)\,\mathrm {d} ^{3}x\\&=M{\vec {s}}\times {\dot {\vec {s}}}+\int \rho ({\vec {\chi }})\,{\vec {\chi }}\times \left({\vec {\omega }}\times {\vec {\chi }}\right)\,\mathrm {d} ^{3}\chi {\text{ oder verallgemeinert}}\\&=M{\vec {s}}\times {\dot {\vec {s}}}+\mathbf {\Theta } _{s}\cdot {\vec {\omega }}.\end{aligned}}}
Hier sind zusätzlich
- {\displaystyle M=\sum _{i}m_{i}} die Gesamtmasse des Körpers und
- {\displaystyle \mathbf {\Theta } _{s}=\int \rho ({\vec {x}})\,[({\vec {\chi }}\cdot {\vec {\chi }})\,\mathbf {1} -{\vec {\chi }}\otimes {\vec {\chi }}]\,\mathrm {d} ^{3}x} der Trägheitstensor des Körpers bezogen auf seinen Massenmittelpunkt.

### Herleitung
Bei der Herleitung werden die Definitionen der Masse, des Massenmittelpunkts und des Trägheitstensors benutzt:
{\displaystyle \int \rho \,\mathrm {d} v=:M,\;\int \rho {\vec {x}}\,\mathrm {d} v=:M{\vec {s}},\;\int \rho \,[({\vec {x}}-{\vec {s}})\cdot ({\vec {x}}-{\vec {s}})\mathbf {1} -({\vec {x}}-{\vec {s}})\otimes ({\vec {x}}-{\vec {s}})]\,\mathrm {d} v=:\mathbf {\Theta } _{s}}
Dann gilt nach der Graßmann-Identität (BAC-CAB-Formel):
{\displaystyle {\begin{aligned}\mathbf {\Theta } _{s}\cdot {\vec {\omega }}&=\int \rho \,\{({\vec {x}}-{\vec {s}})\cdot ({\vec {x}}-{\vec {s}}){\vec {\omega }}-[({\vec {x}}-{\vec {s}})\cdot {\vec {\omega }}]({\vec {x}}-{\vec {s}})\}\,\mathrm {d} v\\&=\int \rho \,({\vec {x}}-{\vec {s}})\times [{\vec {\omega }}\times ({\vec {x}}-{\vec {s}})]\,\mathrm {d} v\end{aligned}}}
und weiter
{\displaystyle {\begin{aligned}{\vec {L}}&=\int \rho \,{\vec {x}}\times \left[{\dot {\vec {s}}}+{\vec {\omega }}\times ({\vec {x}}-{\vec {s}})\right]\,\mathrm {d} v\\&=\int \rho \,{\vec {x}}\times {\dot {\vec {s}}}\,\mathrm {d} v+\int \rho \,{\vec {x}}\times [{\vec {\omega }}\times ({\vec {x}}-{\vec {s}})]\,\mathrm {d} v\\&=\int \rho \,{\vec {x}}\,\mathrm {d} v\times {\dot {\vec {s}}}+\int \rho \,({\vec {x}}-{\vec {s}}+{\vec {s}})\times [{\vec {\omega }}\times ({\vec {x}}-{\vec {s}})]\,\mathrm {d} v\\&=M{\vec {s}}\times {\dot {\vec {s}}}+\int \rho \,({\vec {x}}-{\vec {s}})\times [{\vec {\omega }}\times ({\vec {x}}-{\vec {s}})]\,\mathrm {d} v+\int \rho \,{\vec {s}}\times [{\vec {\omega }}\times ({\vec {x}}-{\vec {s}})]\,\mathrm {d} v\\&=M{\vec {s}}\times {\dot {\vec {s}}}+\mathbf {\Theta } _{s}{\vec {\omega }}+\int \rho \,{\vec {s}}\times ({\vec {\omega }}\times {\vec {x}})\,\mathrm {d} v-\int \rho \,{\vec {s}}\times ({\vec {\omega }}\times {\vec {s}})\,\mathrm {d} v\\&=M{\vec {s}}\times {\dot {\vec {s}}}+\mathbf {\Theta } _{s}{\vec {\omega }}+{\vec {s}}\times \left({\vec {\omega }}\times \int \rho \,{\vec {x}}\,\mathrm {d} v\right)-\int \rho \,\mathrm {d} v\,{\vec {s}}\times ({\vec {\omega }}\times {\vec {s}})\\&=M{\vec {s}}\times {\dot {\vec {s}}}+\mathbf {\Theta } _{s}{\vec {\omega }}+{\vec {s}}\times ({\vec {\omega }}\times M{\vec {s}})-M{\vec {s}}\times ({\vec {\omega }}\times {\vec {s}})\\&=M{\vec {s}}\times {\dot {\vec {s}}}+\mathbf {\Theta } _{s}{\vec {\omega }}\end{aligned}}}

## Drehimpuls in der modernen Physik

### Drehimpuls in der Relativitätstheorie
In der Relativitätstheorie kann der Drehimpuls nicht in einen Vierervektor eingebettet werden. Dies wird bereits dadurch offensichtlich, dass {\displaystyle L_{i}=\varepsilon _{ijk}x_{j}p_{k}} unter Lorentztransformationen wie {\displaystyle L'_{i}=\varepsilon _{ijk}\Lambda ^{\mu j}x_{\mu }\Lambda ^{\nu k}p_{\nu }} transformiert. Dieses Problem wird dadurch umgangen, dass der Drehimpulstensor {\displaystyle M^{\mu \nu }} eingeführt wird. Dieser ist definiert als
{\displaystyle M_{\mu \nu }=x_{\mu }p_{\nu }-p_{\mu }x_{\nu }}
und seine Einträge sind
{\displaystyle \left(M_{\mu \nu }\right)={\begin{pmatrix}0&-N_{x}&-N_{y}&-N_{z}\\N_{x}&0&L_{z}&-L_{y}\\N_{y}&-L_{z}&0&L_{x}\\N_{z}&L_{y}&-L_{x}&0\end{pmatrix}}}
mit {\displaystyle N_{i}=\gamma mcx_{i}-cp_{i}t.}

### Drehimpuls in der Quantenmechanik
In der Quantenmechanik ist der Drehimpuls eine quantisierte Größe, die durch den Drehimpulsoperator beschrieben wird. Er ist stets ein ganz- oder halbzahliges Vielfaches der reduzierten Planck-Konstante. Die Ausrichtung des Drehimpulses ist ebenfalls gequantelt. Sie unterliegt der Richtungsquantelung in Bezug auf die Quantisierungsachse. Zusätzlich zur klassischen Mechanik existiert in der Quantenmechanik der Spin, der sich (fast) wie ein klassischer Eigendrehimpuls verhält. Im Gegensatz zu diesem ist er nicht mit einer räumlichen Bewegung verbunden, sodass in der Quantenmechanik auch Punktteilchen einen Eigendrehimpuls haben können. In der physikalischen Praxis findet eine Begriffsverschiebung zur klassischen Mechanik statt, indem in der Quantenmechanik mit dem Begriff „Eigendrehimpuls“ nur der Spin gemeint ist und der „Bahndrehimpuls“ die klassischen Anteile des Drehimpulses umfasst.
Somit setzt sich der Drehimpulsoperator aus dem aus der klassischen Physik folgenden Bahndrehimpulsoperator {\displaystyle {\hat {\vec {L}}}={\hat {\vec {r}}}\times {\hat {\vec {p}}}} und dem Spinoperator {\displaystyle {\hat {\vec {S}}}} zusammen.